# Olympische Sommerspiele 1932/Leichtathletik – Stabhochsprung (Männer)

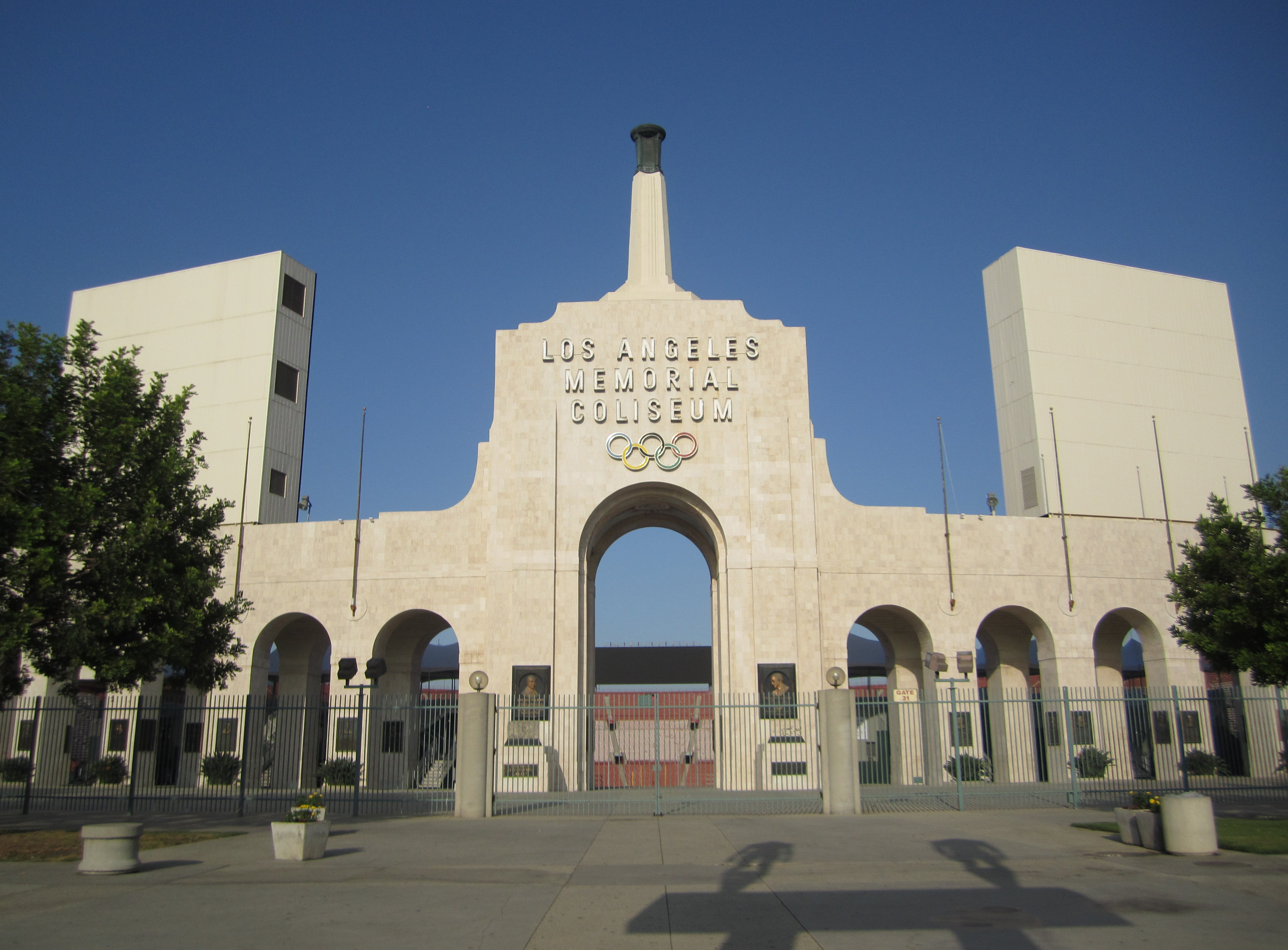
Eingang zum Los Angeles Memorial Coliseum

Der Stabhochsprung der Männer bei den Olympischen Spielen 1932 in Los Angeles wurde am 3. August 1932 im Los Angeles Memorial Coliseum ausgetragen. Acht Athleten nahmen teil.
Olympiasieger wurde der US-Amerikaner Bill Miller vor dem Japaner Nishida Shūhei. George Jefferson aus den Vereinigten Staaten gewann die Bronzemedaille.

## Rekorde

### Bestehende Rekorde
| Weltrekord         | 4,37 m | William Graber ( USA) | Palo Alto, USA                   | 16. Juli 1932  |
| Olympischer Rekord | 4,20 m | Sabin Carr ( USA)     | Finale OS Amsterdam, Niederlande | 1. August 1928 |

### Rekordverbesserung
Der US-amerikanische Olympiasieger Bill Miller verbesserte den bestehenden olympischen Rekord im Finale am 3. August um 11,5 Zentimeter auf 4,315 m. Seinen eigenen Weltrekord verfehlte er dabei um 5,5 Zentimeter.

## Durchführung des Wettbewerbs
Da nur acht Athleten am Start waren, gab es wie auch im Hochsprung in dieser Disziplin keine Qualifikation, Alle Springer traten am 3. August zum Finale an. Eine Mehrversuchs- oder Fehlversuchsregel gab es noch nicht.

## Legende
Kurze Übersicht zur Bedeutung der Symbolik – so üblicherweise auch in sonstigen Veröffentlichungen verwendet:
| – | verzichtet   |
| o | übersprungen |
| x | ungültig     |

## Endresultat
Datum: 3. August 1932
| Platz | Name             | Nation       | Höhe (m) | 3,75 m | 3,90 m | 4,00 m | 4,15 m | 4,20 m | 4,25 m | 4,30 m | 4,315 m | 4,35 m |
| ----- | ---------------- | ------------ | -------- | ------ | ------ | ------ | ------ | ------ | ------ | ------ | ------- | ------ |
| 1     | Bill Miller      | USA          | 4,315 OR | –      | –      | –      | xxo    | o      | o      | o      | xxo     | xxx    |
| 2     | Nishida Shūhei   | Japan        | 4,300    | –      | –      | –      | o      | xo     | xxo    | xxo    | xxx     |        |
| 3     | George Jefferson | USA          | 4,200    | –      | –      | –      | -      | o      | xxx    |        |         |        |
| 4     | William Graber   | USA          | 4,150    | –      | –      | –      | xxo    | xxx    |        |        |         |        |
| 5     | Mochizuki Shizuo | Japan        | 4,000    | –      | –      | o      | xxx    |        |        |        |         |        |
| 6     | Lúcio de Castro  | Brasilien    | 3,900    | –      | o      | xxx    |        |        |        |        |         |        |
| 7     | Petros Chlentzos | Griechenland | 3,750    | o      | xxx    |        |        |        |        |        |         |        |
| NM    | Carlos Nelli     | Brasilien    | 0ogV     | xxx    |        |        |        |        |        |        |         |        |

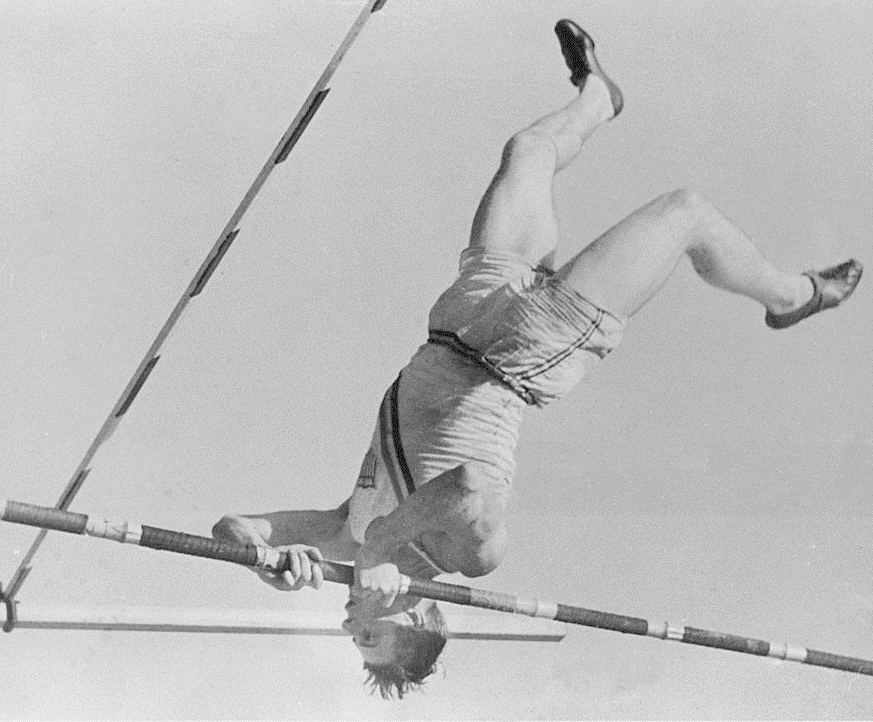
Olympiasieger Bill Miller

Die alleinigen Favoriten für den Stabhochsprung waren die US-amerikanischen Athleten, allen voran William Graber, der die Olympiaqualifikation seines Landes mit der Weltrekordhöhe von 4,37 m gewonnen hatte. Zweiter war dort William Miller mit 4,31 m. Aber es sah im Laufe des Wettbewerbs nicht gerade gut aus für Graber, Miller und George Jefferson, den dritten US-Springer. Bei 4,15 m benötigten Graber und Miller jeweils drei Versuche, Graber schied bei der nächsten Höhe von 4,20 m sogar bereits aus, für Jefferson, der mit diesen 4,20 m Bronze gewann, war bei 4,25 m Schluss. Der Japaner Nishida Shūhei steigerte sich deutlich und wurde zum großen Gegner für Miller im Kampf um die Goldmedaille. Die nächste Höhe von 4,30 m übersprangen sowohl Nishida als auch Miller. Erst bei 4,32 m, die Miller bewältigte, musste der Japaner passen, An der Weltrekordhöhe von 4,38 m, die Miller nun auflegen ließ, scheiterte er dreimal. Seine übersprungenen 4,32 m stellten sich beim Nachmessen als 4,315 m heraus, womit er einen neuen olympischen Rekord aufgestellt hatte.
Bei einigen Höhenangaben widersprechen sich die Quellen im Detail. Die zeitgenössische Literatur "Olympia 1932", Reemtsma-Bilderalbum vermerkt, dass sie durch Nachmessung um jeweils 2 Zentimeter nach unten korrigiert wurden.
Miller gewann die zehnte US-Goldmedaille im neunten olympischen Stabhochsprungwettbewerb – 1908 hatte es zwei US-Sieger gegeben.
Nishida Shūhei gewann die erste japanische Medaille im Stabhochsprung.

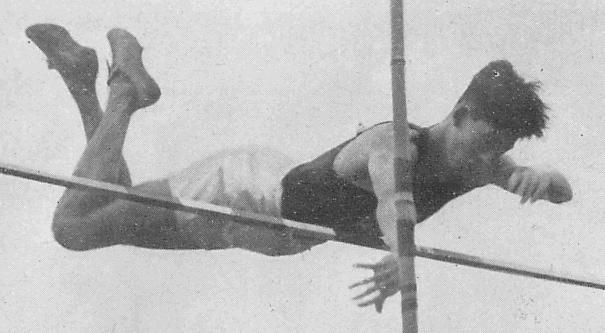
Nishida Shūhei gewann die Silbermedaille
Der sechstplatzierte Lúcio de Castro

## Video
- LOS ANGELES X OLYMPIC GAMES 1932 TRACK & FIELD SILENT NEWSREEL 86554b MD, Bereich: 13:19 min bis 14:44 min, youtube.com, abgerufen am 5. Juli 2021